# Hiort af Ornäs
Hiort af Ornäs är en svensk adelsätt.

## Historia
Som stamfader för ätten uppger både Riddarhuset och Gabriel Anrep en Johan i Stråtenbo som finns omnämnd i källorna åren 1478–1487. Anrep uppger att denne Johan skulle ha invandrat från Danmark, något som inte längre anses vara styrkt. Johan Hjort var gift med en dotter till Jösse Ingemarsson, fogde över Stora Kopparberget och som tillhörde den äldre ätten Svinhufvud samt Kerstin Olofsdotter som i sitt vapen förde en lilja. Genom detta äktenskap skaffade sig Johan Hjort Ornäs. Sonen Ingemar Johansson Hjort till Grubbeboda var häradshövding och gift med en dotter till Peder Rankesson i Rankhyttan.
Deras son i sin tur, Jöns Ingemarsson Hjort, var en av de adelsmän som undertecknade Gustav Vasas testamente, och använde ett sigill med två hjorthorn. Han gifte sig med Carin Arendtsdotter (Örnflycht), dotter till Arendt Persson och Barbara Stigsdotter av svarta Svinhufvudsätten. Genom detta gifte skaffade han sig en större del av Ornäs. Ätten var sedan verksam inom bergsbruket, och gifte in sig med Brandberg, Alstrin och Elvius.
En ättling till Jöns Ingemarsson Hjort, Hans Gustaf Hjort (1725–1791) skrev sig till Ornäs och adlades 1768 av Adolf Fredrik med namnet Hjort af Ornäs och med en hänvisning till sitt gamla frälse. Ätten introducerades på nummer 2012. Av bevarade vapenritningar framgår att ätten först tänkte kalla sig Lilliehjort, men att Gustav III vid introduktionen ändrade namnet till Hjort af Ornäs.
Huvudmannens ättelinje har 1873 flyttat till Finland, men ätten är också representerad i Sverige. Nuvarande huvudman är Peter Hiort af Ornäs, född 1957 och boende i Helsingfors, son till arkitekten Carl-Gustav Wilhelm Hiort af Ornäs (död 1996). Cart-Gustaf är även en i Finland mycket välkänd möbeldesigner med ett eget uttryckssätt, över vilkens arbete en bok getts ut. Nästa huvudman är Tomi Peter Hiort af Ornäs (Född 1977).

## Blasonering
Originalsköldebrevet är sedan 2003 deponerat i Riddarhuset i Finland, där huvudmannagrenen sedan 1873 är bosatt.
| ”                                                 | En af blått ofvan och rödt nedan bande-vis styckad skjöld, hvaruti förekommer et hiorthufvud, som varit Hiorte-ättens fordna egentel. skjölde-märke. Samma hjortehufvud är af guld med fem sticklar på hvardera hornet och imellan hornen tillägges en fransk lilja af silfver. Ofvan ses en öpen tornerhjelm, hvaruppå et likadant hjorthufvud som i skjölden af guld med tillagd lilja af silfver är upstäldt. Hjelmkrantsen är vriden af guld och blått samt det skjölden omgifvande löf-värket likaledes af guld och blått, aldeles son det samma med sina rätta färger här afmåladt finnes | „ |
| – Sköldebrevsavskrifter, 12:68, Stf, Vol. 4, RHA. | |   |

## Personer med efternamnet Hiort af Ornäs
- Barbro Hiort af Ornäs  (1921–2015), skådespelare
- Brita Hiort af Ornäs (1909–2008), journalist och översättare
- Catharina Ulrika Hiort af Ornäs (1767–1837), offer i kriminalfall
- Gustaf Hiort af Ornäs  (1901–1988), skådespelare och sångare
- Ingrid Hiort af Ornäs (1922–1999), radiochef
- Sebastian Hiort af Ornäs (född 1992), skådespelare

## Stamtavla över kända ättlingar
- Hans Hansson Hiort (1695–1725)
  - Hans Gustaf Hiort, adlad Hiort af Ornäs (1725–1791)
    - Hans Gustaf Hiort af Ornäs (1757–1828), löjtnant
      - Gustaf Hiort af Ornäs (1806–1876), kommissionslantmätare
        - Carl Gustaf "Gösta" Hiort af Ornäs (1845–1900), arkitekt
          - John Hiort af Ornäs (1875–1913), järnvägstjänsteman
            - Brita Hiort af Ornäs (1909–2008), journalist
              - Magdalena Hiort af Ornäs (född 1941), gift med Måns Lönnroth, miljöpolitiker, direktör

      - Hans Arent Hiort af Ornäs (1807–1862), fältvabel, lantbrukare
        - Gustaf Hiort af Ornäs (1833–1896), bruksförvaltare
          - Gustaf Christoffer "Gusten" Hiort af Ornäs (1866–1913), tandläkare
            - Gustaf Hiort af Ornäs (1901–1988), skådespelare, sångare
              - Catarina Hiort af Ornäs (född 1940), författare, vinskribent
                - Joachim Hiort af Ornäs (född 1963)
                  - Alice Hiort af Ornäs (född 1993)

      - Carl Jakob Hiort af Ornäs (1809–1876)
        - Gustaf Hiort af Ornäs (1848–1934)
          - Erik Hiort af Ornäs (1889–1965), civilingenjör
            - Torbjörn Hiort af Ornäs (1919-2017), tandläkare, varit gift med Ingrid Hiort af Ornäs, radiochef
              - Peter Hiort af Ornäs (1951–2004)
                - Sebastian Hiort af Ornäs (född 1992), skådespelare

            - Barbro Hiort af Ornäs (1921–2015), skådespelare, gift med Ernst Nathorst-Böös, advokat, sedan sambo med Hans Ullberg, teaterman

    - Catharina Ulrika Hiort af Ornäs (1767–1837), offer i uppmärksammat kriminalfall